# Шмидтово (Николаевская область)
Шмидтово (укр. Шмідтове) — село в Снигирёвском районе Николаевской области Украины.
Население по переписи 2001 года составляло 130 человек. Почтовый индекс — 57361. Телефонный код — 5162.

## Местный совет
57361, Николаевская обл., Снигирёвский р-н, с. Центральное, ул. Суворова, 21